# 團體協約
團體協約簡稱團協，是根據中華民國《團體協約法》規定，由雇主團體及工人團體以規定勞動關係為目的簽訂的書面契約。:725在市場經濟制度下，相較於雇主，單一勞工協商時的力量較弱、社經地位較低，往往難以簽訂公平、合理的契約。為了修正市場經濟的缺失，國家以法律建立團體協約制度，保障勞工組成工會、由工會代表集體勞工與雇主協商的權利，藉由集體力量彌補個人力量的不足。在勞動法體系中，團體協約位階高於個別勞動契約、工作規則、勞動習慣與雇主管理權限。:90因此，事業單位若和工會締結團體協約，在不違反法律與公序良俗前提下，需以團體協約為優先，不能任意違背。:90
團體協約內容及協商程序原則上由勞資雙方自行議定，但協商時需遵守誠信協商義務，不能無正當理由拒絕協商。:95雙方達成協議後，除特定行業須送請主管機關核可外，一般行業的團協只需送請主管機關備查即可。:239團協效力可分為「法規性效力」與「債法性效力」兩種，勞資雙方皆受到這兩種效力約束，必須履行相關權利義務。:196-201
世界各地皆有類似團體協約之制度，國際勞工組織將勞工的結社自由與團體協商權利列入「核心國際勞動基準」（英語：Core international labour standards）。:91949年，該組織第32屆國際勞工大會通過第98號《團結權與團體協商公約》，鼓勵勞資自願採取團體協商、確定勞動條件，要求各國保護勞工與工會免於歧視或干預；除此之外，尚有1948年第87號公約及其它11個與集體勞動關係有關的公約。:10-11類似中文概念在中華民國稱為「團體協約」；在中華人民共和國稱為「集體合同」，由《集體合同規定》規範；:73在日本則以漢字寫作「勞動協約」，由《勞動組合法》第三章規範。:36

## 歷史
辛亥革命後，南京臨時政府雖在《中華民國臨時約法》中保障人民有集會結社自由，但並未真正施行。:128其後的北洋政府不只不承認勞工與資本家簽訂的協約，甚至還加以禁止。:128直到1922年，孫中山領導的廣州政府才承認工人階級有罷工權，並於1924年公布中國第一部工會相關法律，承認勞工組成工會、工會與雇主締結契約之權利。:128-129不過，團體協約制度直到1930年10月28日，國民政府頒布《團體協約法》時才正式確立。立法時，法案起草人史尚寬:161引入同時代德國的勞動法學說加以條文化；因此，目前臺灣的團體協約制度，是承襲德國勞動法學說而來。:129-130:227
然而，團體協約必須由工人團體代表勞工出面協商，而1930年的《工會法》規定須有50人以上、同一產業、年滿20歲的工人才能組織工會，且申請程序繁瑣、限制嚴格，因此中華民國大陸時期有權簽訂團體協約的工人團體並不多，並未發揮法律應有的效果。:130至於同時代的日治臺灣，由於並非所有日本法律都適用於殖民地，且當時日本並無團體協約法律，因此也沒有團體協約制度。:227即使二戰結束，乃至於中華民國政府遷臺以後，政府仍嚴格控制勞資雙方、主導勞動條件與勞動政策，即「國家統合模式」。:227在這個時期，大多數工會缺乏自主發展空間，無法發揮應有的社會功能；即使簽訂團體協約也只是照抄勞動法令、缺乏實益；:62-75,91學者黃瑞明因而譏諷《團體協約法》是「躺在六法全書裡的屍體」。:228-229:147
臺灣解嚴以後，舊有勞動法令無法適應時代變化，行政院勞工委員會於1980年代末期開始提案修正勞動三法，但因集體勞動法令較具爭議，遲至2008年才完成《團體協約法》修正。:229此次修法明訂團體協約協商程序:97，並將過去的國家統合模式改為團體協商模式，勞資雙方得就集體勞動條件進行協商，以團體協商方式締結團體協約。:229這樣的模式能否成功，取決於工會實力及其是否健全發展；:180-182法學家張義德認為，只有健全的工會才能促進勞資關係正常化、解決對立與紛爭，促使勞資關係正常化。:229
2007年12月14日，立法院三讀通過《團協法》修正案，隔年（2008年1月9日）公布，是《團協法》制定以來首次修法。:162該次修法重點包括：強化誠信協商義務、修改不合時宜的法規內容及用語、減少政府干預等。:163-164具體來說，該版本《團協法》保障工會為團協勞方唯一當事人、明訂誠信協商義務及其罰則、增訂協商代表產生程序、修訂締約授權程序、團協締約後除特定行業外，一般只需送請主管機關備查，而非核准；團協可約定勞動關係及非勞動關係事項；團協可訂定禁搭便車條款；明定維持和平與敦促義務；團協存續期間，事業單位發生重大變故，團協任一方得要求重新協商或終止等。:164-165

## 當事人

### 勞方
依前項所定有協商資格之勞方，指下列工會：

一、企業工會。

二、會員受僱於協商他方之人數，逾其所僱用勞工人數二分之一之產業工會。

三、會員受僱於協商他方之人數，逾其所僱用具同類職業技能勞工人數二分之一之職業工會或綜合性工會。

四、不符合前三款規定之數工會，所屬會員受僱於協商他方之人數合計逾其所僱用勞工人數二分之一。

五、經依勞資爭議處理法規定裁決認定之工會。——《團體協約法》第6條第3項，
依《團體協約法》第2條規定，有資格協商團體協約的勞方當事人僅限「依工會法成立之工會」；其它類型的人民團體或臨時組織，都沒有協商資格。:4而《工會法》則將工會分為企業工會、產業工會、職業工會三種類型，無論是哪一種工會，都必須依法完成工會登記後，才具有團體協商能力。:233此外，工會得組成工會聯合組織，工會聯合組織是否有團協勞方當事人資格，法無明定；但法學家劉士豪認為，工會籌組聯合組織後，以其名義協助會員工會締結團體協約，並未違背團體協約法規定之程序或權限，肯認工會聯合組織作為團協勞方當事人的權利。:6-7最後，此條文所指的勞工，計算人數時以「提出協商時」為基準，凡與資方有僱傭關係的勞工都算作在內。:99
團體協約是勞資雙方合意簽訂的契約，勞方依法須推派代表與資方協商；推派方式有三種：「依組織章程規定」、「依其會員大會或會員代表大會之決議」、「經通知其全體會員，並由過半數會員以書面委任」。不過，協商成功後，勞方代表未必就有簽字締約的權限。:235根據《團體協約法》規定，工會與雇主團體簽訂團體協約前，必須取得授權，授權來源有三種：:235-236
1. 團體章程之規定。[iii]
2. 經其會員大會或會員代表大會之會員或會員代表過半數出席，出席會員或會員代表三分之二以上之決議。[iii]
3. 通知其全體會員，經四分之三以上會員以書面同意。[iii]

工會若未依上述三種方式之一取得授權，依同條文規定必須先補行程序，團體協約才能生效。:9而上述三種方式中，「經會員大會或會員代表大會決議」的方式訂有出席、表決門檻，是因為團體協約攸關工會會員之勞動條件，理應讓會員嚴格審查才能簽訂。:236倘若工會未經合法授權或授權內容有違法之虞，就和資方簽訂團體協約，參照《臺北高等行政法院106年度訴字第782號判決》，法院有可能認定僅具有債法效力，而無團體協約效力。:236-237

### 資方
團體協約另一方當事人為「雇主或有法人資格之雇主團體」，凡僱用勞工工作之事業單位，都可以是團體協約締約對象。而雇主團體指的是依《人民團體法》第4條成立的「職業團體」，如同業公會，理論上雇主團體可以代表個別雇主、與自家工會協商，或與工會聯合組織對等協商；:7-8但實務上，團體協約協商對象多為單一雇主，罕有與雇主團體協商者。:234
對於資方當事人之「雇主」定義，較有爭議者為「教師職業工會或教育產業工會是否得向學校主管機關提出協商？」也就是代表學校教師的教師工會、代表學校教職員的教育產業工會，能否與教育部或各縣市教育局協商團體協約的問題。:234假如學校主管機關拒絕協商，工會能否向勞動部提出不當勞動行為裁決申訴？:234對此，勞動部不當勞動行為裁決委員會（以下簡稱裁決會）在《101年勞裁字第31號裁決決定書》與《103年勞裁字第24號裁決決定書》裡，認為要「視教師工會之需求或協商議題而定」，學校主管機關或學校本身都可以是團體協約的協商對象，也可以是不當勞動行為申訴標的。:234-235至於所謂「需求或協商議題」，則是以單一單位職權範圍而定。如果協商事項屬全國性，需有一致性，就應以中央主管機關（也就是教育部）為協商對象。:235
另外，在派遣關係中，派遣工受僱於派遣公司，受派遣公司指示到要派公司工作，派遣工與要派公司之間雖然並非勞僱關係，能否直接與要派公司進行團體協約協商？:235對此，法律並未明文規定；但東吳大學法律學系助理教授張義德在《集體勞動法》書中，主張參照裁決會《102年勞裁字第62號裁決決定書》內容，認為要派公司仍負有協商義務，倘若派遣工提出協商，要派公司也應參與。:235

## 協商程序及義務
團體協約是勞工團結之後，與雇主進行團體協商後的成果；:102-103團體協商就是勞資雙方「為了規範勞動關係及其有關事務所進行的協議過程」。:143相較於美國或日本，臺灣與德國類似，對團體協商採「放任制」；法律賦予團體協約特殊效力，爭議發生時的處理方式也有所規範，但並不約束協商方式。:103因此，《團協法》在2008年修法前，只在第4條中規範協商程序，是因為早期立法者認為勞動條件應由勞資自治團體協商；工會與雇主之間是否、如何進行團體協商，由工會和雇主各憑實力處理。:103
然而，由於《工會法》對臺灣工會的限制，工會既無法輕易開啟罷工，也無法自主發展，導致團體協商與團體協約的成效和數量都不佳。:103為了平衡勞資雙方實力差距，2008年修正通過的《團體協約法》才明訂「誠信協商義務」，讓團體協商程序能夠落實。:103

### 誠信協商義務
勞資雙方應本誠實信用原則，進行團體協約之協商；對於他方所提團體協約之協商，無正當理由者，不得拒絕。

勞資之一方於有協商資格之他方提出協商時，有下列情形之一，為無正當理由：

一、對於他方提出合理適當之協商內容、時間、地點及進行方式，拒絕進行協商。

二、未於六十日內針對協商書面通知提出對應方案，並進行協商。

三、拒絕提供進行協商所必要之資料。——《團體協約法》第6條第1、2項，
誠實信用協商，簡稱誠信協商、誠實協商，是「團體協約的最高指導原則之一」，是依《團體協約法》第6條第1項規定：「勞資雙方應本誠實信用原則，進行團體協約之協商；對於他方所提團體協約之協商，無正當理由者，不得拒絕。」此一原則的目的，參酌裁決會《101年勞裁字第32號裁決決定書》，在於：「促成勞資雙方於平等地位上互動，且此互動過程不能有名無實，即勞資雙方秉持誠實信用原則進行協商，藉以達成團體協約之締結。」:95《團協法》中唯有此項訂有罰則，且無論勞方或資方都適用。:182如果違反此一原則，且經裁決會認定者，可依同法第32條第1項罰則規定課處新台幣10萬元以上、50萬元以下罰鍰。:72-73且該罰則有「連續處罰」條款，違反誠信協商義務者、經裁決認定者，主管機關會要求「限期改正」，期限屆滿而未改善，得連續開罰直到改善為止。:73
1930年版的《團協法》未規範團協協商程序，完全交由勞資雙方憑實力協商。然而，工會實力受到《工會法》限制，無法任意發動罷工，該法並未達到應有的法律效果。:77因此，2007年修正通過的《團協法》才加入「誠信協商義務」，要求各方秉持誠信原則協商團體協約。:77此一義務是對「團協協商」程序的保障，不只開啟協商時要保持誠信，過程中也要誠實地與對方協商。:78部分法學家，如楊通軒、郭玲惠擔憂《團協法》的「誠信協商義務」規範有違背國家中立原則、過度介入私法自治範圍之虞；:143-144,195:98-99其他法學家，如國立臺北大學法律學系侯岳宏教授則認為，團協內容原則上仍屬自治協商範圍，誠實協商義務只是要保護勞工團結權，讓勞工與工會有平等的機會與雇主協商；該義務也並未限制資方對團協內容提出異議的權利，雇主仍然可以評估是否、如何接受工會提案。:78

#### 必要資料之提供
團體協商過程中，若任一方未提供對等資訊，將對團體協商成果產生重要影響。:103因此，勞資雙方負有「提供進行協商所必要之資料」責任，未提供資料即視為無正當理由拒絕團體協商。:103法學家郭玲惠指出，團體協商雖然是由勞資自治，但這種自治屬於「社會性自治」，掌握資訊的一方對另一方應負有「善良管理人注意說明」（德語：Aufklärungspjlichten）責任，並應提供資訊，讓協商得以順利進行。:105若有任一方未取得應有資料，就有可能因為資訊落差減損團體協商功能，導致大眾難以期待團體協商有其意義。:116
至於何謂「必要資料」，《102年勞裁字第61號裁決決定書》見解認為：「該資料與協商事項相關，且若無該資料之提供，則有關該事項之協商將不可能或難以進行」即可認定為「必要資料」。:112實務上雇主有可能援引《個人資料保護法》（以下簡稱個資法）作為抗辯，主張除非獲得當事人同意，否則雇主無法提供涉及個人隱私的資訊作為協商資料。:113不過，如果工會要求的資料無涉個人隱私，或即使涉及個人隱私，雇主使用後將對當事人有利時，未必就會違反《個資法》。:114另一方面，對於涉及業務機密的資料，依《團協法》第7條規定，提供資料的一方得要求另一方支付保守秘密並支付必要費用；但若提供資料的一方無法證明資料確實是機密，另一方也無須配合保密要求。:115

### 事前程序與協商過程
《團體協約法》並未詳細規定所有協商程序，大多交由勞資雙方自治協商，若有糾紛時再透過不當勞動行為裁決等機制處理。通常在正式協商開始前，勞資雙方會先做「預備協商」，決定正式協商的議事規則與議程，屬於整個團協協商過程的一部分，因此也受到誠信協商義務保護。:195-196法律上對團協協商的議事規則大多沒有無明確規定，由勞資雙方自治。:196
協商開始前，勞資雙方都必須依法推派協商代表與簽約代表。若未依法律規定程序推派協商、簽約代表，該團協之正當性及有效性將有所疑慮。:8協商代表人數則依《團協法》第8條第3項規定，以「協商所必要者為限」；但因該條文規範不明確，因此是由勞資雙方自行決定何謂「必要」人數。:197至於協商所需資料、草案、策略，通常也會在事前擬定，勞動部在《簽訂團體協約參考手冊》中列舉常見事項，提供協商雙方參考。:8-9協商的具體日期、地點均由勞資雙方自行決定，但須注意其中一方以書面方式提出協商後，另一方必須在60日內書面回應，否則有違反誠信協商義務之疑慮。:197協商次數方面也沒有限制，倘若雙方已盡到誠信協商義務，卻還是出現僵局、無法繼續協商，即使停止協商也未必會構成不當勞動行為。:198-199
雇主與工會之間若依《勞資爭議處理法》規定程序，發生勞資爭議調解或申訴事件，雙方達成共識時，調解書或仲裁書視同契約，也就等同團體協約。:259因此該法第23條規定，若工會對雇主提起勞資爭議調解，經調解或仲裁成立後，該調解書或仲裁書即視同工會與雇主之間的團體協約。:465-466:267因此，公營事業機構、國防部所屬機關學校、一般政府機關及公立學校與工會發生勞資爭議調解或仲裁事件時，雇主在調解書或仲裁書簽名前必須徵得目的事業主管機關同意。:465-466:259

### 書面契約
團體協約必須以書面方式訂立，修正、終止時亦同，因為書面比口頭更能作為證據，也更能警示締約雙方履行契約內容與義務。:469如果團體協約並非以書面方式訂立、修正或終止，則為無效。:469-470「無效」指的是「團體協約本身」無效，勞資雙方已達成合意之事項，即使團體協約無效，以一般契約角度來看，仍應有效。
如果勞資雙方達成合意，但雇主無正當理由便拒絕將其寫入團體協約，參照《臺北高等行政法院104年度訴字第975號判決》，有不當勞動行為之虞。:238此外，根據《勞資爭議處理法》第23條規定，如果勞資爭議調解的勞方當事人是工會，且勞資雙方在調解中達成合意，或交付仲裁並作成仲裁判斷，該調解或仲裁結果視同團體協約。此類團協協商程序不受《團體協約法》規範所限制，但仍有《團體協約法》上的團協效果。:128

### 核可與備查
原則上，團協內容只要締約各方達成合意，即具效力。:100但對於特定行業，《團體協約法》要求締約各方必須將團協送請主管機關核可，才能生效。:100具體來說，這些行業包括：
下列團體協約，應於簽訂前取得核可，未經核可者，無效：

一、一方當事人為公營事業機構者，應經其主管機關核可。

二、一方當事人為國防部所屬機關（構）、學校者，應經國防部核可。

三、一方當事人為前二款以外之政府機關（構）、公立學校而有上級主管機關者，應經其上級主管機關核可。但關係人為工友（含技工、駕駛）者，應經行政院人事行政局核可。——《團體協約法》第10條第2項，
參照當時的立法理由，之所以對上述行業有特別限制，是因為上述行業涉及政府運作，尤其是涉及人事、預算之事項，為了避免日後政府運作困難，而特別規定上述行業的團協必須先送主管機關核可。:100不過，如楊通軒等法學家則認為，此條文容許政府以行政命令限制勞資雙方締結團體協約的權利，並不合理。:287-288
除上述行業之團協另有「核可」程序外，普通的團體協約只需在締約各方達成合意後，由勞方將團體協約送請勞工主管機關備查即可。:239團協自締約各方達成合意之日起算，而非從主管機關備查通過之日起算；主管機關對團體協約內容，原則上也沒有過度介入的空間。:101

## 內容
團體協約的內容以「勞動關係」相關事項為範疇，包括個別與集體的勞動關係在內，法學家黃程貫歸納為「與勞動契約所有內容有所相關之各種事項」。:134例如個別勞動關係中的工資與工時規定、集體勞動關係中的工會組織發展規定等，都可以是團體協約內容。:134除此之外，團協也可對學徒、技術生等一般不屬於個別勞動關係之事項有所規範，也可規範是否及如何利用職業介紹機構、設立及使用勞資糾紛調解與仲裁機構等，範圍比一般所稱「勞動關係」更廣。:135
團體協商時，任何可作為團體協約內容的事項都在誠信協商義務保護範圍內，若無正當理由拒絕協商，即有違反誠信協商之疑慮，這稱為「義務協商事項」。:186反之，若經裁決會認為不適合寫入團體協約的內容，則不受誠信協商義務保護，也就不算是義務協商事項。:186與義務協商事項相對者稱為「任意協商事項」，所有由工會提出且雇主願意協商、協商過程不受誠信協商義務保護、符合法治原則之事項，都可算是任意協商事項，如公司董事、監察人之選任等。:191-192

### 約定事項
團體協約得約定下列事項：

一、工資、工時、津貼、獎金、調動、資遣、退休、職業災害補償、撫卹等勞動條件。

二、企業內勞動組織之設立與利用、就業服務機構之利用、勞資爭議調解、仲裁機構之設立及利用。

三、團體協約之協商程序、協商資料之提供、團體協約之適用範圍、有效期間及和諧履行協約義務。

四、工會之組織、運作、活動及企業設施之利用。

五、參與企業經營與勞資合作組織之設置及利用。

六、申訴制度、促進勞資合作、升遷、獎懲、教育訓練、安全衛生、企業福利及其他關於勞資共同遵守之事項。

七、其他當事人間合意之事項。

學徒關係與技術生、養成工、見習生、建教合作班之學生及其他與技術生性質相類之人，其前項各款事項，亦得於團體協約中約定。——《團體協約法》第12條，
《團體協約法》第12條列舉之事項，勞資雙方得在團體協約中訂立，依條文內容的效力分類，可分為債法性與法規性規範兩種。:474債法性的團協條文適用於締約團體之間，只要該條文可依債法原則形成契約，就能訂立，解釋時也按照一般契約原則解釋；法規性的團協條文則具有法律性質，解釋時需按法律原則解釋，而非按照一般民事契約解釋。:470例如，團協的法規性內容如遭撤銷，撤銷效果不能溯及既往，這與一般法律原則相符。:470
團體協約內容原則上由勞資雙方自治，但也不是毫無界線。:475法學家黃越欽在《勞動法新論》中列出三大界線：第一，團協目的是要促進勞動、經濟條件，不能侵犯勞工個人生活範圍，例如工資金額可訂定於團協，但不能規定勞工如何花用工資，稱為「規範制度權限」；第二，團協效力分成法規性效力與債法性效力，前者屬於國家法律的一部分，團體協約仍需遵守一般的法治原則（如：平等原則）；第三，根據法律優位原則，團體協約內容不得牴觸國家法律。:475

### 工會安全條款
工會安全條款指的是《團協法》第13條至第14條，為保障勞工團結權及工會發展而制定的特別規範，包括「差別待遇條款（含禁搭便車）」、「代理工廠條款」與「封閉工廠條款」三種。:126-128勞工的團結權從積極面來看，是保障勞工加入及參與工會的權利；但從消極面來看，勞工也有不加入、不參與及退出工會的權利。:126學者陳彥良認為，以工會會員資格做為前提訂立的差別待遇條款讓勞工行使消極團結權時付出一定程度的代價，藉以保護工會會員的積極團結權。:14-15「差別待遇條款」在2008年《團協法》修法時正式入法，並加上但書作為平衡；非工會會員的勞工可以支付費用給工會，換取該位勞工原本沒有的團協保障，也就是「代理工廠條款」。:137-138

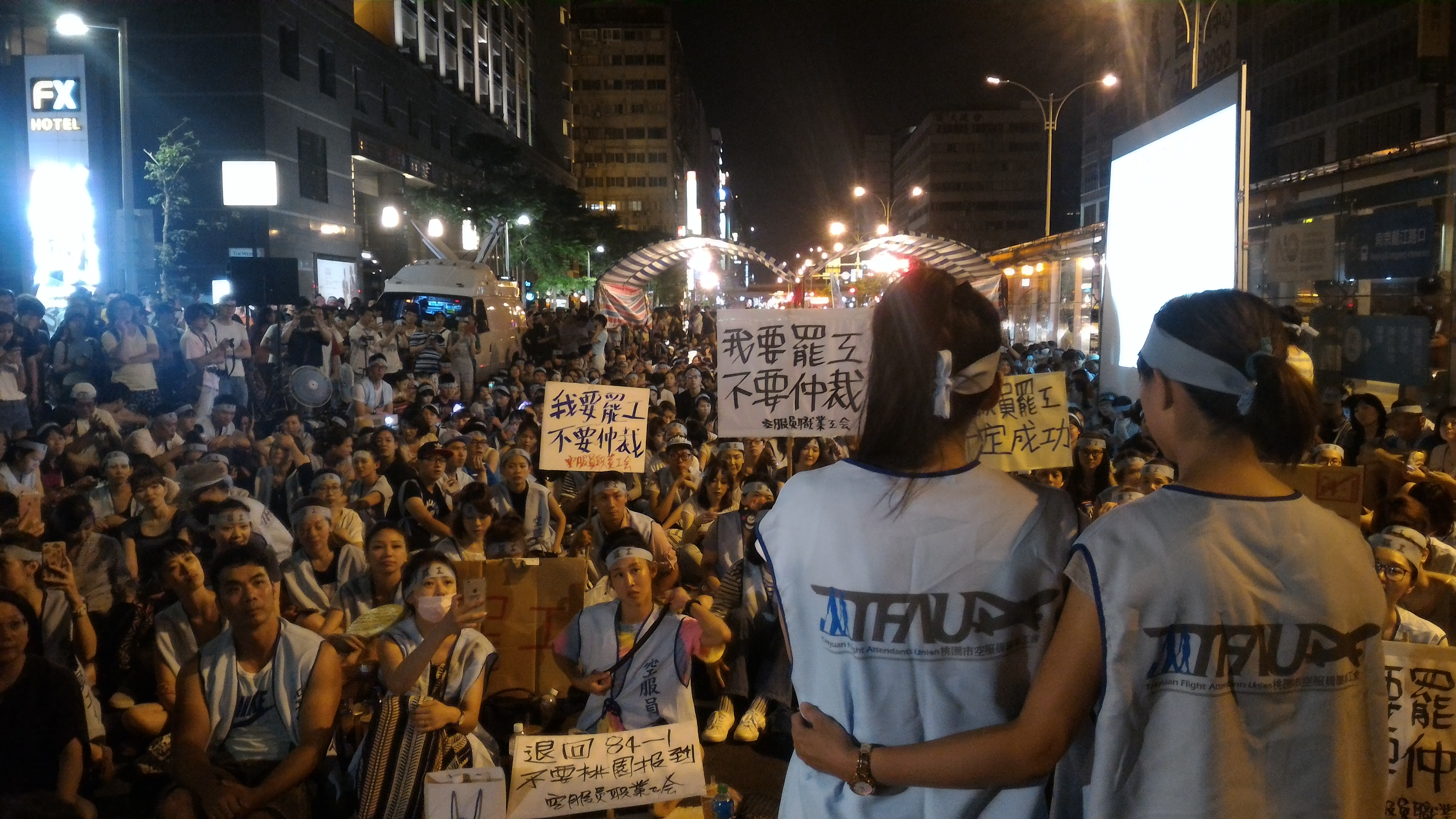
2016年中華航空空服員罷工爭議焦點之一，即為桃園市空服員職業工會與中華航空公司之間的團體協約能否訂立禁搭便車條款。

至於「封閉工廠條款」，指的是團協內容中可以訂定雇主只能雇用有加入特定工會的勞工，此一條文自《團協法》1930年制定時就已存在，2008年修法時予以保留。:137該條款不只增強差別待遇條款的效力，也比《工會法》第7條的強制入會條款更有效力，因此也對非工會會員之勞工衝擊更大。:137學者邱羽凡認為，團體協約原本就不適用於非工會會員的勞工，且臺灣工會實力普遍低落，不能以「工會安全條款侵犯勞工的消極團結權」為由，否定工會安全條款存在之必要。:141
工會安全條款中的禁搭便車條款往往成為工會集體訴求的焦點，引發許多輿論爭議。學者黃越欽、衛民、邱羽凡:141支持保留禁搭便車條款，認為禁搭便車條款可避免勞工濫用消極團結權；學者楊通軒:190-192則認為禁搭便車條款侵犯非工會會員之消極團結權。:31臺灣臺北地方法院則在《106年勞訴字第224號民事判決》作成第一件關於禁搭便車條款的判決，認為團協裡的禁搭便車條款除非訂有但書（也就是代理工廠條款），否則就是違反《團體協約法》第13條強制規定。:31-32是以，臺灣法學界、法院實務與輿論，對於禁搭便車條款仍有許多爭議。:32

## 效力
團體協約訂立、生效後，對締約雙方而言具有「直接、強制且不可拋棄之效力」，影響當事人及所屬成員權益甚鉅。:99團協效力分為「法規性效力」與「債法性效力」。法規性效力指的是：團協對締約團體以外的第三人也具有效力，且擁有「直接性」、「強制性」、「不可低貶性」、「效力延續性」及「不可拋棄性」五種性質。:196-200債法性效力指的是：團協規範當事人彼此的權利義務，與一般債權契約相同，基於契約自由原則，當事人可在不違反公序良俗前提下自由議定團協內容，其中又以「和平義務」和「敦促義務」最為重要。:200-201:176-177

### 法規性效力
團體協約除另有約定者外，下列各款之雇主及勞工均為團體協約關係人，應遵守團體協約所約定之勞動條件：

一、為團體協約當事人之雇主。

二、屬於團體協約當事團體之雇主及勞工。

三、團體協約簽訂後，加入團體協約當事團體之雇主及勞工。

前項第三款之團體協約關係人，其關於勞動條件之規定，除該團體協約另有約定外，自取得團體協約關係人資格之日起適用之。——《團體協約法》第17條，
團體協約是工會與雇主、團體對團體簽訂的契約，但生效以後也會對第三人產生效力（如工會會員、公司主管，根據團協內容而定）。:196-197和政府法規有相似的性質：團協生效後不需要再經過第三人個別同意；:197團協內容適用於個別勞工與雇主的僱傭關係；:197-198位階比團協更低的規章（如工作規則、勞動契約）不能牴觸團協規範；:197-198團協到期後、新約締結前，舊團協仍有一定程度的效力（餘後效力）；:198-200個別勞工不能「自願放棄」因團協所得的權利，尤其不能在雇主脅迫下放棄。:200上述五項性質確保團協能在勞僱關係中發揮作用，也能保護相對弱勢的勞工與工會不被雇主脅迫，是團協之所以能發揮效力的關鍵。:196-200

#### 餘後效力
餘後效力，又可稱為「延續效力」或「延後效力」:264，指的是依據《團協法》第21條規定，舊團協到期後、新團協與勞動契約締結前，舊團協關於勞動條件的條款仍然有效。:165這是立法者為避免舊約到期後、新約締結前，舊約規範之勞動條件效力受損或中斷，影響締約團體所屬成員權益，而特別訂立的搭橋、保護條款。:265:169不過，如果在餘後效力期間，勞工與雇主另行簽訂契約規範勞動條件，則以該勞動契約規範為準，不適用舊團協規範。:170因此，餘後效力是團體協約的法規性效力之一。:170
由於《團協法》第21條有關餘後效力之規範並不明確，學者黃俊容認為未來修法時，立法者應明確規範餘後效力之類型與範圍。:171-173例如，法規原文所稱「勞動條件」定義並不明確，是僅限於約定事項，或也可擴及於所有與勞動關係相關的事項，在法學家之間仍有疑義。:173此外，餘後效力本身沒有期限，如果勞資雙方始終沒有談定新約，就會一直處在餘後效力狀態；他建議修法時也應明訂餘後效力的期限，以督促勞資雙方積極協商、締結新約。:176-177

### 債法性效力
債法性效力，或稱組織法效力:291-292，指的是團協締約雙方自行約定的內容只對當事團體生效，而產生債法上的效力:16，可分為「和平義務」與「敦促義務」兩類效力。:176「債法性」的意思是締約團體制定的部分條款只能拘束彼此，雙方對此負有權利義務，任何一方違反規定，另一方可以要求損害賠償，如同一般債務關係一樣。:178:176法學家林佳和指出，債法性效力也可作用於勞動關係事項，如調派人力時，雇主應遵守的規則等。:177為了確保債法性效力能發揮作用，《團協法》第23條第3項訂有違約金條款，任一方得要求違約方支付罰金，且能依同法第24條、第25條規定要求損害賠償。:18

#### 和平義務
和平義務，或稱維持和諧義務，指的是勞資合意締結團體協約後，雙方對團協規範事項，在協約有效期間不得爭議。:471部分團協允許雙方以「不影響協約存在」為前提，就團協未規範事項補充爭議；部分團協則約定須經雙方另行達成合意，才能提出補充爭議，是更為嚴格的「絕對維持和諧義務」，但較為罕見。:471:17如果有任何一方違反和平義務，另一方得主張對方負有不作為、損害賠償等義務，並行使正當防衛權利保護自身利益。:471-472法學家黃越欽認為，如果違約是因為任一方的團體成員（例如勞方的工會會員、資方的主管等）而起，違約方賠償之後，無論是團體本身或其他成員，都可以再對該位成員求償。:472

#### 敦促義務
為了確保團體協約能夠實行，締約任一方團體成員違背團協內容時，該團體應加以制裁，敦促其履行義務。:473法學家黃越欽所列舉的制裁手段包括：「警告、催促、懲戒、罰金、停止團體之支持、停止其團體成員之資格、抵制、甚至開除等。」:473締約任一方團體未遵守敦促義務時，對另一方負有損害賠償責任，可以因此解除團協。:473但如果團體有履行敦促義務，只是制裁無效，除非團協另有約定，否則不需要負擔保證責任。:473

### 位階
團體協約在中華民國勞動法體系中，位階僅次於勞動法令，是國家法律以外位階最高者。具體來說，團體協約位階依序高於個別勞動契約、工作規則、勞動習慣與雇主管理權；下位規範內容若與團體協約牴觸，均為無效。:90此一性質與團體協約法規性效力中的「不可低貶性」性質相符。:90法學家郭玲惠認為，團體協約是對個別勞動契約的強制補充，勞動契約沒有規範、而團體協約有規範的部分，都以團體協約的規範為準；勞動契約牴觸團體協約而無效的部分，也以團體協約的規範為準。:250如果勞動契約與團體協約牴觸的部分，實質上對勞工當事人有利，且團體協約並未明文禁止，則採優惠原則，以勞動契約之規定為準；但如果是部分有利、部分不利的情況，學界對此見解不一，亦尚無實際案例。:251-252
工作規則是雇主管理權的延伸，雇主為了實現營運目標、維持內部秩序，而制定統一的勞動條件與工作紀律，並要求員工共同遵守。:254依《勞動基準法》第71條規定，工作規則牴觸團體協約規定即為無效，故工作規則位階低於團體協約。:255-256不過，如果工作規則部分條文牴觸團體協約，但該部分對多數勞工與企業經營較為合理時，是否必然為無效，仍有可能發生例外。:257

### 複數團體協約
複數團體協約是因為複數工會而產生。學者張義德引述法學家劉士豪的見解，將「複數工會」定義為「一企業、一產業或同一區域的職業內同時有兩個以上的工會存在，而這些工會分別獨立，彼此間並無從屬關係」。:119在這類情況下，各工會都能和相同的雇主簽訂團體協約，也就可能發生競合關係。對此，《團協法》第4條規定如下：
有二個以上之團體協約可適用時，除效力發生在前之團體協約有特別約定者外，優先適用職業範圍較為狹小或職務種類較為特殊之團體協約；團體協約非以職業或職務為規範者，優先適用地域或人數適用範圍較大之團體協約。——《團體協約法》第4條，
因此，適用於相同職業的複數團體協約，以職業範圍較小、職務種類較為特殊者為優先；但此一條文對「職務」、「特殊」的定義並不明確，在法學界也沒有定論。:243-244如果複數團協不是以職業或職務為範圍，則以「地域」或「人數」較大的團協為優先；這個規定是以團協的普遍、妥當性質，取代個別團協的特殊性質。:245-246法學家郭玲惠質疑，範圍較小、較為特殊的團協，理應更貼近當事人的實際需求，法律卻以範圍較大者取代，不無疑問。:246
雇主面對複數工會、複數協約情況，必須履行誠信協商義務、平等對待，不能獨厚特定工會，稱為「中立維持義務」。:246:198複數工會往往會因立場、意識型態不同，導致路線發展歧異或分裂，進而產生競爭關係。:4雇主若介入工會之間的競爭，會影響各工會的獨立性，甚至可能取得工會主導權、間接支配控制工會，而有不當勞動行為之疑慮。:4不過，由於法律規範對此並無詳細規範，仍衍生其它問題無法解決；如雇主對待企業工會與產職業工會時，是否應履行中立維持義務:15，或複數團協與個別勞動契約競合時，應以何者為優先等問題，在勞動法學說上仍無共識。:248-249

## 終結
學者林炫秋在《集體勞動法》書中列舉，團體協約可因「期限屆滿」、「終止」、「訂立合意終了契約」、「解除條件成就」，或「團體協約當事團體解散」等事由而終結。:257團協中可以訂立期限，期限屆滿時就終止契約；「終止」則是因為團體協約是一種「繼續性的契約」，舊約屆滿、新約締結前部分條文仍有一定效力，因而也如普通繼續性契約一樣，締約團體可以在締約至少1年後，先預告再終止，或因為其中一方重大違約或發生不可預知的重大經濟變故，另一方不經預告而終止。:258-262
至於「訂立合意終了契約」，指的是締約團體在團體協約到期前，在雙方合意之下，可以再訂一份契約來終止這份團體協約；如果雙方在團協仍然有效的情況下，另外又訂了一份新約，也可視為雙方已合意終止舊約。:471「解除條件成就」則和一般民事契約相同，締約團體可以在團協中訂立解除條件，條件達成即宣告解約，例如規定物價達到某種程度即終止舊約，以便雙方根據新的物價協商新約等。:263最後，如果團體協約的締約團體解散（如工會解散或事業單位清算完畢），其法人格消滅，自然也就無法繼續履行契約，團體協約也就自然終止。:263-264

## 現況
根據中華民國勞動部的統計，截至2021年2月底，臺灣勞工的工會組織率為33.6%，團體協約有效份數為632份。:24其中，企業工會有235份、產業工會有380份、職業工會17份。:24而根據勞動部勞動及職業安全衛生研究所2019年的委託研究報告顯示，有54.6%的受訪工會缺乏團體協約協商意願、40.7%的工會從未和資方協商團體協約。:24全國金融業工會聯合會秘書長韓仕賢引述該份報告指出，受訪工會不願提出團協協商的原因，大致可歸納為4點：
一、已有勞資會議，降低進行協商之動機。

二、法律規範之勞動條件壓縮協商空間。

三、工會實力或共識不足，無力啟動協商。

四、滿足於團體協約餘後效力，不願再啟動協商。——〈團體協約法修法後實施現況及面臨之挑戰與因應〉，:26
雇主方面，則歸納為三點：
一、對於工會持抗拒與不合作之立場。

二、認為企業工會會員人數過少、不具有代表性。

三、團體協約干涉雇主管理權、降低人事政策之彈性。——〈團體協約法修法後實施現況及面臨之挑戰與因應〉，:26
臺灣教育、金融業工會簽訂團體協約的情況雖較為良好，整體來說，臺灣團體協約制度現況仍不佳。:26韓仕賢呼籲，政府應修法加重雇主違反誠信協商義務時的罰則、刪除特定行業需主管機關核可的規定、降低產業與職業工會協商資格門檻、明訂複數工會協商程序、增訂雇主無正當理由拒絕禁搭便車條款時的罰則、放寬勞方推派團體協約代表門檻等。:27-32

## 參照法規及判決
1. 1 2 3  《團體協約法》第6條。
2. ↑  《團體協約法》第8條。
3. 1 2 3 4  《團體協約法》第9條：「工會或雇主團體以其團體名義簽訂團體協約，除依其團體章程之規定為之者外，應先經其會員大會或會員代表大會之會員或會員代表過半數出席，出席會員或會員代表三分之二以上之決議，或通知其全體會員，經四分之三以上會員以書面同意。」
4. ↑  《臺北高等行政法院106年度訴字第782號判決》：「次按團體協約係由勞資雙方於團體協商過程中，由勞資雙方各自推派團體協商代表，並由各自推派之團體協商代表就工會或雇主甚或工會及雇主各自提出之團體協約草案經過數次之團體協商過程後，雙方最後就團體協約草案內容達成共識，並締結團體協約。如不符合上揭締結團體協約之程序，包括推派團體協商代表、提出團體協約草案、歷次團體協商過程者，更重要者為協議之雙方當事人主觀上須有締結團體協約之意思，以上任一項要件不符合者，縱使勞資雙方達成協議，性質上僅屬一般集體性協議，但究非屬團體協約。」
5. ↑  《101年勞裁字第31號裁決決定書》。
6. ↑  《103年勞裁字第24號裁決決定書》。
7. 1 2  《101年勞裁字第32號裁決決定書》：「團體協約為工會與雇主或雇主團體合意簽訂之契約，誠實信用原則應為最高指導原則之一……誠實信用原則其目的在於促成勞資雙方於平等地位上互動，且此互動過程不能有名無實，即勞資雙方秉持誠實信用原則進行協商，藉以達成團體協約之締結。」
8. ↑  《團體協約法》第32條：
「勞資之一方，違反第六條第一項規定，經依勞資爭議處理法之裁決認定者，處新臺幣十萬元以上五十萬元以下罰鍰。
勞資之一方，未依前項裁決決定書所定期限為一定行為或不行為者，再處新臺幣十萬元以上五十萬元以下罰鍰，並得令其限期改正；屆期仍未改正者，得按次連續處罰。」
9. 1 2  《102年勞裁字第61號裁決決定書》。
10. ↑  《101年勞裁字第36號裁決決定書》：「雇主雖因人事權之行使，而持有所有員工之年度考績資料，惟員工之年度考績資料應屬上開條文所指之個人資料，除非經個別員工之同意，雇主不能任意提供與第三人。」
11. ↑  《104年勞裁字第49號裁決決定書》：「依工會基於保障會員權益而依法提出團體協約協商，雇主提供涉及工會會員個人資料之協商必要資料予工會，有助於團體協約協商並促成勞動條件之改善，有利於個資當事人權益，實無違反個人資料保護法之虞。」
12. ↑  《團體協約法》第7條：「因進行團體協約之協商而提供資料之勞資一方，得要求他方保守秘密，並給付必要費用。」
13. ↑  《102年勞裁字第27號裁決決定書》：「要求該他方當事人保守秘密之資料，解釋上，須該等資料本身具有秘密性，方才有要求他方當事人保密之必要。」
14. 1 2  《105年勞裁字第50號裁決決定書》：「該預備階段如符合團體協約法第2條所定團體協約之要件時，自應認為屬於團體協約協商範圍；雙方當事人於協議團體協商之程序事項時，亦應適用團體協約法第6條第1項、第2項有關團體協商義務之規定自明。」
15. ↑  《勞資爭議處理法》第23條：「勞資爭議經調解成立者，視為爭議雙方當事人間之契約；當事人一方為工會時，視為當事人間之團體協約。」
16. ↑  《勞資爭議處理法》第37條第2項：「仲裁委員會就調整事項之勞資爭議所作成之仲裁判斷，視為爭議當事人間之契約；當事人一方為工會時，視為當事人間之團體協約。」
17. ↑  《勞資爭議處理法》第19條：「依前條規定作成之調解方案，經勞資爭議雙方當事人同意在調解紀錄簽名者，為調解成立。但當事人之一方為團體協約法第十條第二項規定之機關（構）、學校者，其代理人簽名前，應檢附同條項所定有核可權機關之同意書。」
18. ↑  《勞資爭議處理法》第25條第1項：「勞資爭議調解不成立者，雙方當事人得共同向直轄市或縣（市）主管機關申請交付仲裁。但調整事項之勞資爭議，當事人一方為團體協約法第十條第二項規定之機關（構）、學校時，非經同條項所定機關之核可，不得申請仲裁。」
19. ↑  《臺北高等行政法院104年度訴字第975號判決》：「據此，基於誠信協商義務，勞資雙方須傾聽對方之要求或主張，而且對於他方之合理適當的協商請求或主張，己方有提出具體性或積極性之回答、主張或對應方案，必要時有提出根據或必要資料之義務。因此，如果係達成協商所必要之資料，則有提供給對方之義務，藉此尋求達成協商之合意，是以為達成協商合意，勞資雙方應為合理的努力。準此，團體協商已就協商內容達成合意之地步，卻拒絕簽訂書面之協約，原則上可解為構成拒絕協商之不當勞動行為，合先敘明。」
20. ↑  《團體協約法》第10條。
21. ↑  《團體協約法》第12條。
22. ↑  《團體協約法》第13條：「團體協約得約定，受該團體協約拘束之雇主，非有正當理由，不得對所屬非該團體協約關係人之勞工，就該團體協約所約定之勞動條件，進行調整。但團體協約另有約定，非該團體協約關係人之勞工，支付一定之費用予工會者，不在此限。」
23. ↑  《團體協約法》第14條：「團體協約得約定雇主僱用勞工，以一定工會之會員為限。但有下列情形之一者，不在此限：一、該工會解散。二、該工會無雇主所需之專門技術勞工。三、該工會之會員不願受僱，或其人數不足供給雇主所需僱用量。四、雇主招收學徒或技術生、養成工、見習生、建教合作班之學生及其他與技術生性質相類之人。五、雇主僱用為其管理財務、印信或機要事務之人。六、雇主僱用工會會員以外之勞工，扣除前二款人數，尚未超過其僱用勞工人數十分之二。」
24. ↑  《106年勞訴字第224號民事判決》。
25. ↑  《團體協約法》第17條。
26. 1 2 3  《團體協約法》第19條：「團體協約所約定勞動條件，當然為該團體協約所屬雇主及勞工間勞動契約之內容。勞動契約異於該團體協約所約定之勞動條件者，其相異部分無效；無效之部分以團體協約之約定代之。但異於團體協約之約定，為該團體協約所容許或為勞工之利益變更勞動條件，而該團體協約並未禁止者，仍為有效。」
27. 1 2  《團體協約法》第21條：「團體協約期間屆滿，新團體協約尚未簽訂時，於勞動契約另為約定前，原團體協約關於勞動條件之約定，仍繼續為該團體協約關係人間勞動契約之內容。」
28. ↑  《團體協約法》第22條：
「團體協約關係人，如於其勞動契約存續期間拋棄其由團體協約所得勞動契約上之權利，其拋棄無效。但於勞動契約終止後三個月內仍不行使其權利者，不得再行使。
受團體協約拘束之雇主，因勞工主張其於團體協約所享有之權利或勞動契約中基於團體協約所生之權利，而終止勞動契約者，其終止為無效。」
29. ↑  《團體協約法》第23條第3項：「團體協約得約定當事人之一方不履行團體協約所約定義務或違反前二項規定時，對於他方應給付違約金。」
30. ↑  《團體協約法》第24條：「團體協約當事團體，對於違反團體協約之約定者，無論其為團體或個人為本團體之會員或他方團體之會員，均得以團體名義，請求損害賠償。」
31. ↑  《團體協約法》第25條：
「團體協約當事團體，得以團體名義，為其會員提出有關協約之一切訴訟。但應先通知會員，並不得違反其明示之意思。
關於團體協約之訴訟，團體協約當事團體於其會員為被告時，得為參加。」
32. ↑  《臺灣高等法院107年度勞上字第3號判決》：「按關於勞動關係領域內，為求經營之效率，有必要將勞動條件及服務規則的契約內容予以統一化、明確化，工作規則即係雇主為了實現企業營利之目的，對於所僱用之勞工，制定統一之勞動條件及服務規則以維持企業內部秩序。」
33. ↑  《勞動基準法》第71條：「工作規則，違反法令之強制或禁止規定或其他有關該事業適用之團體協約規定者，無效。」
34. ↑  《團體協約法》第4條。
35. ↑  《最高行政法院104年度判字第338號判決》：「雇主必須對各工會保持中立態度，平等承認和尊重其團結權，不得因各工會的立場、傾向或運動路線不同，而為區別待遇。如不具合理性而為區別待遇，致某一工會組織強化，或因此削弱其他工會運作，當可認係對工會之支配介入。」
36. 1 2  《團體協約法》第26條：「團體協約得以定期、不定期或完成一定工作為期限，簽訂之。」
37. 1 2  《團體協約法》第30條：
「團體協約當事人及當事團體之權利義務，除團體協約另有約定外，因團體之合併或分立，移轉於因合併或分立而成立之團體。
團體協約當事團體解散時，其團體所屬會員之權利義務，不因其團體之解散而變更。但不定期之團體協約於該團體解散後，除團體協約另有約定外，經過三個月消滅。」
38. ↑  《團體協約法》第27條：
「團體協約為不定期者，當事人之一方於團體協約簽訂一年後，得隨時終止團體協約。但應於三個月前，以書面通知他方當事人。
團體協約約定之通知期間較前項但書規定之期間為長者，從其約定。」
39. ↑  《團體協約法》第31條：「團體協約簽訂後經濟情形有重大變化，如維持該團體協約有與雇主事業之進行或勞工生活水準之維持不相容，或因團體協約當事人之行為，致有無法達到協約目的之虞時，當事人之一方得向他方請求協商變更團體協約內容或終止團體協約。」

## 外部連結
- . 中華民國勞動部. （原始内容存档于2022-08-01） （中文（臺灣））.
- . 中華民國勞動部. （原始内容存档于2022-08-01） （中文（臺灣））.
- . 中華民國勞動部. （原始内容存档于2022-08-01） （中文（臺灣））.